# Camp de Beaune-la-Rolande
Pour les articles homonymes, voir Beaune (homonymie) et Beaune-la-Rolande (homonymie).
Le camp de transit de Beaune-la-Rolande est un camp d'internement durant la Seconde Guerre mondiale situé dans la commune de Beaune-la-Rolande dans le département du Loiret (France).
Avec les camps de Pithiviers et de Jargeau, il est l'un des trois camps implantés dans le département du Loiret.

## Localisation
Le camp de Beaune-la-Rolande se situe à environ 98 km au sud de Paris, 51 km au nord-est d'Orléans, 26 km au nord-ouest de Montargis et 19 km au sud-est de Pithiviers. C'est un des trois camps d'internement et de déportation dans le département du Loiret avec le camp de Pithiviers et le camp de Jargeau, au lieu-dit du Clos-Ferbois (Frontstalag 153).

## Historique
Construit en 1939 pour y enfermer les futurs prisonniers de guerre allemands de la Seconde Guerre mondiale, ce camp servit par la suite aux Allemands, qui y ont regroupé des prisonniers de guerre français avant leur envoi en Allemagne.
Dès le 14 mai 1941 et la rafle du billet vert, le camp accueillit des Juifs étrangers arrêtés par la police française, en France occupée, sur ordre des autorités allemandes.
2 773 Juifs ont quitté Beaune-la-Rolande les 28 juin, 5 et 7 août, 23 septembre 1942, soit directement pour Auschwitz, en Pologne, soit pour le camp de Drancy, au nord-est de Paris.
Le 17 août 1942 a eu lieu la déportation en masse des enfants, en très grande majorité français, dont les parents avaient déjà été déportés (voir la rafle du Vélodrome d'Hiver). Environ 1 500 enfants du camp de transit  de Beaune-la-Rolande font partie du convoi no 20 qui les achemina à Drancy dans des conditions épouvantables.
Le camp a été fermé en juillet 1943 par Alois Brunner, envoyé en France par Adolf Eichmann pour assister le SS-Obersturmführer Heinz Röthke, successeur de Theodor Dannecker depuis le 27 juillet 1942. Les internés ont été transférés à Drancy.

## Convois
De Beaune-la-Rolande sont partis les convois de la déportation des Juifs de France suivants :
- Convoi n°5 du 28 juin 1942
- Convoi n°15 du 5 août 1942

## Organisation
Situé près du centre-ville, le camp était placé sous la double responsabilité de la préfecture du Loiret et de l'autorité allemande. Des gendarmes français en assuraient la surveillance.
Il était composé de quatorze baraques, isolées par des barbelés renforcés par des miradors.
Il était possible, au départ, que les détenus reçoivent des visites et du courrier.
Les détenus étaient soit déportés directement vers les camps d'extermination dans le Gouvernement général de Pologne, soit dirigés vers le camp de Drancy en vue de leur déportation future.

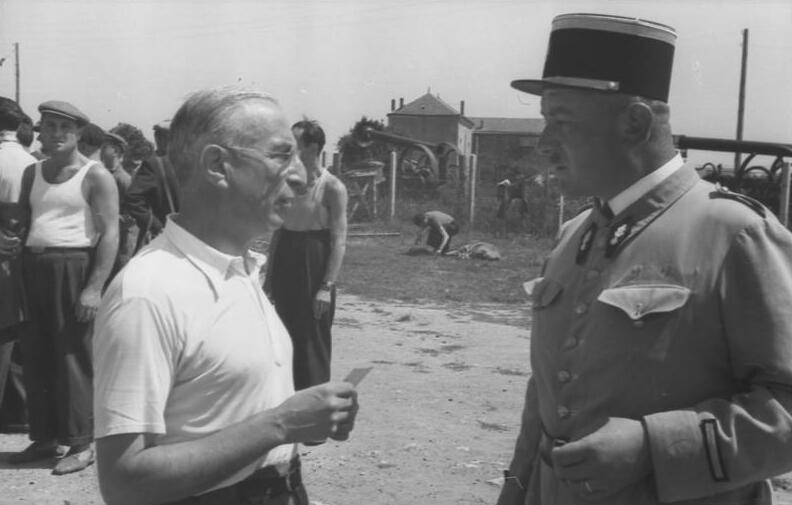
Gendarme français en 1941 au camp de Beaune-la-Rolande.
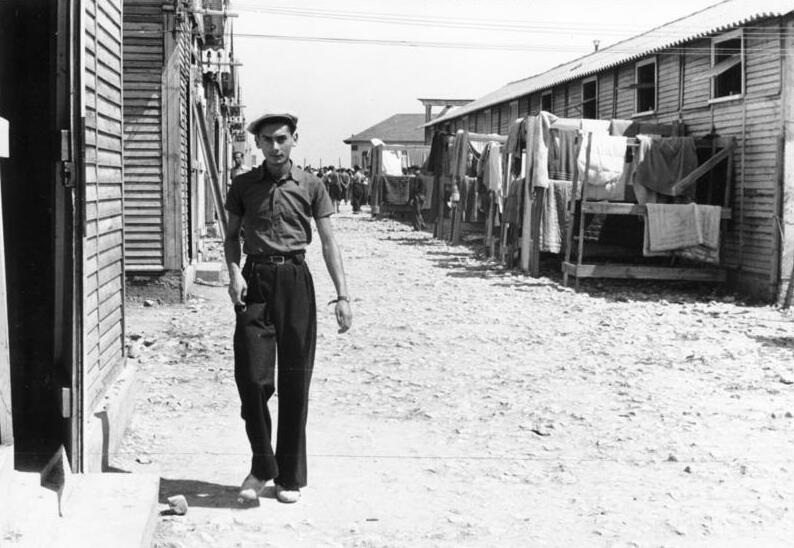
L'allée principale du camp.

## Lieux de mémoire

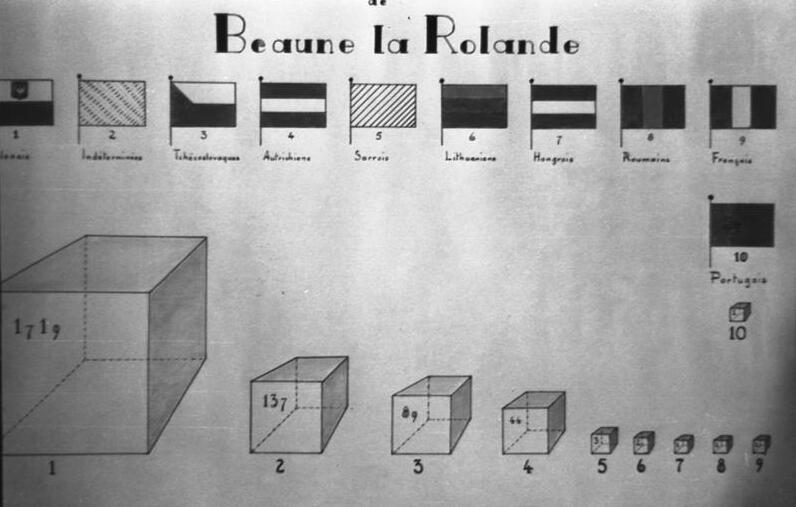
Nombre d'internés par nationalité (en 1941).

- En 1965, une stèle fut construite à la mémoire des Juifs internés. En 1989, elle fut remplacée par un monument de plus grande dimension ; abattu par la tempête, il fut redressé en 1990. Sur la stèle sont gravés les noms de Juifs internés dans le camp.
- En 1994, une plaque commémorative a été apposée sur la façade de l'ancienne gare par l'association Fils et filles de déportés juifs de France.
- Les vestiges de la baraque no 4 du camp, reconvertis en entrepôt, furent retrouvés et  Classé MH (2008). Ils furent démontés et remontés à Orléans, dans la cour du musée-mémorial des enfants du Vel' d'Hiv', en 2008.
- Un lycée professionnel agricole a été construit sur le site du camp, qui était situé entre la rue de déportés, la rue du Docteur Rousse, et la rue de Clos Thibaut.

## Photographies
Au début des années 2010, 200 planches-contacts traitant de Paris sous l'Occupation réapparaissent lors d'une foire à Reims. Cinq d'entre elles, soit une centaine de clichés, concernent la rafle du billet vert et la vie des déportés aux camps de Beaune-la-Rolande et de Pithiviers. Un brocanteur normand les achète et n'y pense guère jusqu'au visionnage d'un documentaire sur la Seconde Guerre mondiale. Il prend alors contact avec des collectionneurs, qui finissent par les léguer au Mémorial de la Shoah.
Leur photographe pourrait être Harry Croner, membre d'une Compagnie de propagande qui accompagnait ce jour-là Theodor Dannecker et quelques officiels allemands assister aux opérations.
Certaines photos furent publiées dans la presse collaborationniste, figurant par la suite dans des fonds d'archives ou des ouvrages historiques mais sans que le nom du photographe soit indiqué. L'un des clichés est célèbre pour avoir été diffusé dans le film Nuit et Brouillard (1956) d'Alain Resnais ; il était autrefois convenu qu'il avait été pris à Pithiviers, alors qu'on sait de nos jours qu'il s'agit de Beaune-la-Rolande.

## Pour approfondir

### Filmographie
- La Rafle, film français (mars 2010) de Roselyne Bosch avec Gad Elmaleh, Jean Reno, Thierry Frémont, Sylvie Testud et Mélanie Laurent
- Elle s'appelait Sarah, film français (octobre 2010) de Gilles Paquet-Brenner avec Kristin Scott Thomas, Niels Arestrup, Frédéric Pierrot, Michel Duchaussoy, Dominique Frot, Gisèle Casadesus (tiré du livre : Elle s'appelait Sarah par Tatiana de Rosnay).